# L3 (détecteur)
Pour les articles homonymes, voir L3.
L3 est le nom de l'un des quatre grands détecteurs montés sur l'expérience Large Electron Positron (LEP) au Conseil européen pour la recherche nucléaire (CERN).
Le responsable du détecteur était le lauréat du prix Nobel de physique 1976 Samuel Ting. Plus de cinquante instituts scientifiques à travers le monde ont été impliqués dans la construction du détecteur et l'exploitation de ses données. 

## Structure du détecteur
L3 était composé, comme nombre de détecteurs de ce type, d'un ensemble concentrique de plusieurs détecteurs. 
- Les deux premiers détecteurs, au plus près des faisceaux d'électrons et de positrons entrant en collision étaient appelés SMD et TEC, pour Silicon strip Microvertex Detector et Time Expansion Chamber. Leur objectif était de tracer la trajectoire des particules chargées issues des collisions. Un champ magnétique, généré par des aimants entourant le détecteur, courbait la trajectoire de ces particules, rendant possible la mesure de leur énergie.
- Le premier des trois détecteurs externes était un calorimètre électromagnétique, appelé BGO du fait de sa composition à base d'oxyde de bismuth et de germanium. Ce calorimètre détecte principalement les électrons issus de la collision, ainsi que les photons. Photons et électrons sont distingués par le fait que seuls les seconds laissent une trace dans le TEC.
- Le second détecteur externe était un calorimètre de hadrons, HCAL. Il avait pour but d'identifier les hadrons, c'est-à-dire les particules composées de quarks, notamment dans le cas présent des protons et des pions. Entre HCAL et BGO étaient placés des compteurs à scintillation, utilisé pour détecter les rayons cosmiques ayant réagi avec les détecteurs, afin de ne pas interpréter ces événements comme étant des collisions.
- Le dernier instrument était destiné à la détection de muons produits par les collisions. Les muons interagissent en effet notablement moins que les particules plus grosses telles les hadrons, aussi traversent-elles les autres détecteurs sans être freinées et néecessitent un appareillage spécial pour être détectées.

De part et d'autre du lieu d'interaction des faisceaux étaient également placés des compteurs d'événements, utilisés afin de connaître le plus précisément possible la statistique des événements observés.

## Principaux résultats
Le principal résultat obtenu par L3 fut la mesure de la résonance du boson Z0, c'est-à-dire la statistique sur l'énergie mesurée de cette particule. Les calculs de physique des particules appliqués au modèle standard, qui décrit les propriétés de l'ensemble des particules observées, indiquent en effet que la forme détaillée de cette résonance est directement liée au nombre de « familles » du modèle standard, une famille comprenant un neutrino, un lepton chargé et deux quarks de charge +2/3 et -1/3 (l'électron, le neutrino-électron et les quarks u et d forment une telle famille, par exemple). Plus précisément, la forme de la résonance est déterminée par le nombre de neutrinos de masse inférieure à celle du Z0. Les données indiquent que seuls trois neutrinos de ce type sont présents dans la Nature, fixant également le nombre de familles à trois. 
L3 a également permis d'établir l'universalité du comportement de l'interaction faible vis-à-vis des différentes familles, c'est-à-dire que, leur masse exceptée, les particules d'un type donné mais de famille différente, tels l'électron, le muon et le tauon se comportent de la même façon quand soumis à l'interaction faible.

## L3 Cosmics
Aussi surnommé L3+C, l'expérience "L3 cosmics" a utilisé les chambres à muons de L3 et un scintillateur pour détecter les particules cosmiques.
Les premiers tests eurent lieu en 1998 et les premières données enregistrées en 1999